# Jeeves
Reginald Jeeves es un personaje de ficción protagonista de una serie de cuentos y novelas del escritor inglés P. G. Wodehouse (1881–1975). Jeeves es el altamente competente y servicial valet de un joven londinense rico y ocioso llamado Bertie Wooster. Creado en 1915, Jeeves apareció en los trabajos del prolífico Wodehouse durante 59 años, hasta su última novela completa, Aunts Aren't Gentlemen, de 1974. El nombre de Jeeves proviene de Percy Jeeves (1888–1916), un jugador de cricket de Warwickshire que murió durante la I Guerra Mundial.
Tanto el nombre de "Jeeves" como su personaje se han convertido en la quintaesencia de lo que debe ser el perfecto criado o ayuda de cámara inspirando a muchos personajes similares. El nombre del motor de búsqueda de Internet Ask Jeeves (literalmente Pregúntale a Jeeves, llamado actualmente Ask.com) también se inspiró en este personaje. En idioma inglés "Jeeves" es de hecho ahora un término genérico que posee su propia definición en el Oxford English Dictionary.

## Características del personaje
Habría que aclarar que Jeeves no es un mayordomo, es decir, la persona que se encarga de la administración y logística de una casa y del manejo de los demás criados, sino más bien un ayuda de cámara (valet en inglés) que es la persona que se encarga de la atención particular de un señor o caballero. Sin embargo, Bertie Wooster no duda en hacerlo servir como mayordomo si la ocasión lo requiere pues según sus propias palabras: "Si hiciera falta, (Jeeves) puede mayordomear como el mejor de ellos".
La premisa principal en las historias de Jeeves es que el brillante criado mantiene un firme control sobre la vida de su rico, petimetre y joven señor. Jeeves se convierte en el leal guardián de Bertie Wooster y enmendador de todos sus problemas para lo cual desarrolla astutos planes que consiguen salvar a Bertie y sus amigos de parientes exigentes, aburridos compromisos sociales, asuntos con la ley y, sobre todo, problemas relacionados con mujeres. Con frecuencia, Jeeves le saca de compromisos con mujeres formidables con quienes resulta comprometido a regañadientes debido a que no quiere herir sus sentimientos rechazándolas. Jeeves lo hace porque no quiere que Wooster sea infeliz, pero también en ocasiones para mantener su posición, que podría verse amenazada por una esposa.
Wodehouse logra un gran efecto humorístico manteniendo a Bertie, el narrador de las novelas, ignorante de las maquinaciones de Jeeves hasta que todo al fin se resuelve felizmente para los protagonistas, y todo sale a la luz. En una ocasión, Bertie admite y acepta su rol como peón en los planes de Jeeves, si bien este objeta, diciendo que no podría haber logrado nada sin la cooperación de Bernie.
Jeeves representa la imagen ideal de lo que debe ser el criado de un caballero, siempre impecablemente vestido, deslizándose silenciosamente dentro y fuera de las habitaciones y hablando sólo cuando se le solicita para responder en la mayoría de las ocasiones con un escueto "Si, señor" o "No, señor".
Según su señor, Bertie Woster, la proverbial capacidad pensante de Jeeves proviene de comer mucho pescado, alimento que Bertie le ofrece en numerosas ocasiones cuando desea hacer funcionar la materia gris de Jeeves.
A menudo, Jeeves cita a Shakespeare y a poetas románticos y además de poseer un conocimiento enciclopédico sobre literatura y asuntos académicos, también tiene un talento especial para las carreras de caballos, la reparación de coches, la preparación de cócteles reconstituyentes, la etiqueta y las mujeres. Pero quizás, su habilidad más impresionante y útil es un amplio conocimiento de la aristocracia británica.
El nombre de pila de Jeeves, Reginald, no fue revelado hasta pasados 56 años de su creación, en la penúltima novela de la serie (1971). La mayoría de los lectores se sorprendieron al conocer su nombre de pila, pero Bertie Woster se sorprendió de que "Jeeves tuviera un nombre de pila".
En toda la obra de Wodehouse únicamente una vez Jeeves aparece sin Wooster. Fue en el libro El anillo de Jeeves de 1953. 

## Influencia
El nombre de Jeeves se utiliza en el idioma inglés como sinónimo de criado. Un "Jeeves" es un término genérico para un valet o mayordomo modelo según el Oxford English Dictionary y el Merriam-Webster Dictionary. En una rutina cómica en un episodio de la serie de televisión Seinfeld de 1993, Jerry Seinfeld apunta: "¿Se han dado cuenta de que muchos mayordomos se llaman Jeeves? Yo creo que cuando uno le pone Jeeves a un bebé, ya le ha trazado el futuro. No hay muchas posibilidades de que vaya a convertirse en sicario."
Desde 1996 hasta 2006, Ask.com, un motor de búsqueda de preguntas y respuestas, tenía el nombre de Ask Jeeves (literalmente Pregúntale a Jeeves) y mostraba una caricatura de un mayordomo en su página de inicio. Otras empresas y servicios también han usado el nombre de Jeeves, por ejemplo la firma británica de tintorería Jeeves of Belgravia y la empresa turística neozelandesa Jeeves Tours.
El detective ficticio aficionado Lord Peter Wimsey y su criado Mervyn Bunter, creados por Dorothy L. Sayers en 1923, se inspiraron parcialmente en Bertie Wooster y Jeeves.

## Adaptaciones de Jeeves

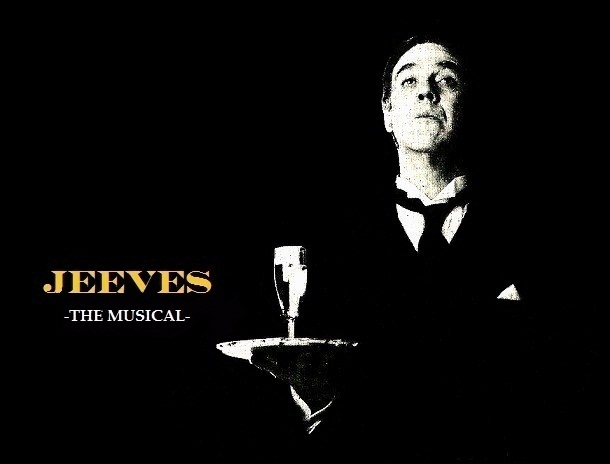
Cartel del musical Jeeves

Las adaptaciones del personaje de Jeeves en el mundo del espectáculo han sido numerosas y en todos los ámbitos.
La primera película de Jeeves, "Thank you, Jeeves", se estrenó en 1936 con Arthur Treacher en el papel de Jeeves y David Niven como Wooster. Después vendrían "Step Lively, Jeeves!" en 1937 y "By Jeeves" en 2001.
En el teatro se estrenó en 1954 la obra "Come on, Jeeves" y con algunas interrupciones estuvo en cartel hasta 2008 con el título final de "Ring for Jeeves".
También se realizaron adaptaciones como musical. El primero de ellos en 1975 con el título de "By Jeeves". Se hicieron 38 representaciones con escaso éxito pero se volvió a estrenar en 1990 con una mejor acogida y 73 representaciones.
En televisión se adaptó en un par de ocasiones para hacer sendas series. La primera, "The world of Wooster", se estrenó en 1965 y constó de 20 episodios de 30 minutos cada uno. La segunda ocasión, "Jeeves and Wooster", se emitió por primera vez en 1990, constó de 23 episodios de 55 minutos y sus actores protagonistas fueron Stephen Fry como Jeeves y Hugh Laurie como Wooster.
También se han realizado adaptaciones de Jeeves para la radio e incluso para cómics.